# ギフトパック 南沙織 -1973年版-
『ギフトパック 南沙織』（ギフトパック みなみさおり）は、南沙織のベスト・アルバム。1973年11月1日発売。発売元はCBSソニー。

## 解説
本ベスト盤発売時点までのシングルA面8曲（「カリフォルニアの青い空」は収録していない）とB面2曲、ほか5枚目のアルバム『早春のハーモニー』から2曲を追加した全12曲が収録されている。
前作ベスト『ギフトパック 南沙織 -1972年版-』同様、収録曲の全てが有馬三恵子と筒美京平のコンビによる作品で構成されている。
アルバム単体作品としてはCD復刻化はされていないが、全楽曲が他タイトルCDにて収録済である。

## 収録曲
- 全作詞: 有馬三恵子、全作・編曲: 筒美京平（特記以外）

### Side A
1. 17才
2. 潮風のメロディ
3. ともだち
4. 純潔
5. 傷つく世代
6. 色づく街

### Side B
1. 哀愁のページ
2. 昨日の街から
3. ひとりごと
  - 編曲: 矢野誠

5thアルバム『早春のハーモニー』より
4. 冬物語
5thアルバム『早春のハーモニー』より
5. 魚たちはどこへ
6. 早春の港